# Валалта (Модена)
Валалта је насеље у Италији у округу Модена, региону Емилија-Ромања.
Према процени из 2011. у насељу је живело 597 становника. Насеље се налази на надморској висини од 15 м.